# Gotthard Strijk
Gotthard Strijk , född 1634, död 1692, var en svensk adelsman, landshövding, och godsägare. 
Han föddes 1634 i Stettin som son till Hans Strijk (1595-1653) och Brita Skytte af Sätra (1609-1687). 1666 utnämndes han till assessor i Svea hovrätt. Från 1688 och fram till sin död var han landshövding i Västerbottens län. 
Gotthard Strijk ägde, i likhet med fadern Hans Strijk, Älgmyra säteri i Kristbergs socken, Östergötlands län, samt Skogs-Ekeby i Västerhaninge socken, Stockholms län, och Norrby i Vendels socken, Uppsala län. 
Strijk gifte sig 1673 i på Österby i Tumbo socken, Södermanlands län, med Christina Ribbing (död 1721) (släkten Ribbing), dotter till landshövdingen i Jönköpings län Gustaf Ribbing och Christina Pauli. Dottern Brita Gustaviana (1674-1703) var gift med kaptenen Berent Gustaf Carl Kugelhielm.